# Geopyxis
Geopyxis (Pers.) Sacc. (garstnica) – rodzaj grzybów należący do rodziny Pyronemataceae.

## Systematyka i nazewnictwo
Pozycja w klasyfikacji według Index Fungorum: Pyronemataceae, Pezizales, Pezizomycetidae, Pezizomycetes, Pezizomycotina, Ascomycota, Fungi.
Po raz pierwszy takson ten zdiagnozował w 1822 r. Christian Hendrik Persoon nadając mu nazwę Peziza ††† Geopyxis. Obecną, uznaną przez Index Fungorum nazwę nadał mu w 1889 r. Pier Andrea Saccardo, przenosząc go do rodzaju Geopyxis.
Synonimy nazwy naukowej: Peziza ††† Geopyxis Pers., Peziza trib. Geopyxis (Pers.) Fr..
Nazwy polskie według M.A. Chmiel.

## Niektóre gatunki
- Geopyxis acetabularioides Speg. 1918
- Geopyxis alba Velen. 1947
- Geopyxis albocinerea Velen. 1947
- Geopyxis alpina Höhn. 1906
- Geopyxis bambusicola Henn. 1902
- Geopyxis carbonaria (Alb. & Schwein.) Sacc. 1889 – garstnica wypaleniskowa
- Geopyxis carnea Sacc. 1889
- Geopyxis cavinae Velen. 1922
- Geopyxis cinerascens (Rehm) Sacc. & D. Sacc. 1906
- Geopyxis diluta (Fr.) Boud. 1907
- Geopyxis expallens Velen. 1922
- Geopyxis flavidula Velen. 1934
- Geopyxis foetida Velen. 1922
- Geopyxis granulosa Henn. 1908
- Geopyxis grossegranulosa Velen. 1947
- Geopyxis korfii W.Y. Zhuang 2006
- Geopyxis majalis (Fr.) Sacc. 1889
- Geopyxis moelleriana Henn. 1902
- Geopyxis nebulosoides Peck 1905
- Geopyxis patellaris Velen. 1934
- Geopyxis pellucida Velen. 1939
- Geopyxis pulchra (W.R. Gerard) Sacc. 1889
- Geopyxis pusilla Velen. 1922
- Geopyxis radicans Velen. 1934
- Geopyxis rapuloides (Rehm) Sacc. & P. Syd. 1902
- Geopyxis rehmii Turnau 1985
- Geopyxis striatospora Maubl. & Roger 1936

Wykaz gatunków (nazwy naukowe) na podstawie Index Fungorum. Uwzględniono tylko taksony zweryfikowane. Nazwy polskie według M.A. Chmiel.
W Polsce występuje Geopyxis carbonaria i Geopyxis rehmii.